# Eiichi Uemura
Eiichi Uemura (植村 映一 Uemura Eiichi?,  nacido el 1 de diciembre de 1975 en Yamanashi) es un exfutbolista japonés. Jugaba de centrocampista y su último club fue el Ventforet Kofu de Japón.

## Trayectoria

### Clubes
| Club           | País  | Año  |
| -------------- | ----- | ---- |
| Ventforet Kofu | Japón | 1999 |